# Bando de Hipalan
Hipalan era el nombre de una de las cuatro demarcaciones territoriales o bandos en las que los aborígenes gomeros tenían dividida la isla de La Gomera ―Canarias, España― cuando llegaron los conquistadores europeos en el siglo XV.

## Territorio
No se conocen los límites reales del bando de Hipalan, basándose la moderna idea del mismo en la interpretación que hizo el profesor Juan Álvarez Delgado a mediados del XX, si bien algunos autores consideran que «no existe prueba documental suficiente para mantener con rigor la asignación de los nombres de los cuatro cantones o bandos a una realidad geográfica determinada».
Según la referida interpretación de Álvarez Delgado, el bando de Hipalan ocuparía el sector meridional de la isla y se extendería desde La Punta Majona al este, ascendiendo por la divisoria al norte de Encherada hasta La Gollada de la Cumbre y el Alto de Garajonay, para descender luego por los altos de Imada hasta la playa de Erese al sur de la isla.
El bando comprendería así el moderno término municipal de San Sebastián de La Gomera y parte del de Alajeró, y abarcaría una superficie aproximada de 132 km².

## Economía y subsistencia
En la época prehispánica, los gomeros se dedicaban fundamentalmente a la ganadería y pastoreo, dejando a la agricultura en un plano muy secundario. Había cuatro especies domésticas: la cabra, la oveja, el cerdo y el perro. La recolección vegetal, animal y mineral, terrestre y marinera era una actividad suministradora de una parte considerable de la dieta alimenticia y de materias primas para las actividades artesanales.

## Historia
Durante esta etapa de la conquista castellana, se integró al señorío de los Peraza-Herrera la isla de La Gomera, que no fue literalmente conquistada militarmente sino incorporada mediante acuerdo de Hernán Peraza “el Viejo” con algunos de los bandos aborígenes insulares que aceptaron la autoridad del castellano. El dominio de la isla, no obstante, no estuvo exento de revueltas fruto de las arbitrariedades de los señores de la isla con los gomeros. 